# Diataga levidensis
Diataga levidensis är en fjärilsart som beskrevs av Robinson 1986. Diataga levidensis ingår i släktet Diataga och familjen äkta malar.
Artens utbredningsområde är Peru. Inga underarter finns listade i Catalogue of Life.